# Organisation Martta
L'organisation Martta (finnois : Marttaliitto, suédois : Martharörelsen) est une organisation non gouvernementale finlandaise fournissant des conseils aux ménages.

## Présentation
Fondée en 1899 par Lucina Hagman, l'organisation se définit comme suit : « L'organisation Martta est une organisation citoyenne qui fournit des conseils en économie domestique, dans le but de promouvoir le bien-être dans les foyers et les familles, et d'offrir à ses membres diverses activités et opportunités d'influencer la communauté ».
L'organisation Martta est basée sur ses membres, les Martta, qui sont environ 46 000 en 2017. 
Chaque Martta est membre d'un groupe d'action Martta qui organise des activités locales.
Il y a environ 1 200 groupes en 2017. 
Dans les groupes associations, les Martta se réunissent et elles pratiquent ensemble la cuisine, l'entretien de la maison, le jardinage, l'artisanat et la culture.

## Étymologie
Le nom de Martta vient des sœurs de la Bible Marthe et Marie, dont Marthe était, selon la description biblique, de nature attentionnée et hospitalière.